# Stela lakote
Stela lakote je napis na otoku Sehel pri Asuanu v Gornjem Egiptu, pisan v hieroglifih, ki govori o sedemletnem obdobju suše in lakote med vladanjem faraona Džoserja iz Tretje egipčanske dinastije (vladal  19 ali 28 let okoli leta 2670 pr. n. št.). Domneva se, da je bila stela napisana v obdobju Ptolemajske dinastije, ki je vladala od 332 do 31 pr. n. št. 

## Opis
Napis na Steli lakote je vklesan v naravno granitno skalo, preoblikovano v pravokotno stelo. Napis v 42 kolonah je napisan v hieroglifih. Na vrhu stele  so upodobljena tri egipčanska božanstva:  Hnum, Satet in Anuket. Pred njimi je proti njim  obrnjen faraon Džoser, ki jim v iztegnjenih rokah prinaša darila. Sredi skale je široka vodoravna razpoka, ki je obstajala že v času, ko so ustvarjali stelo. Nekateri deli stele so poškodovani in zato nečitljivi.

## Napis
Zgodba na steli se dogaja v 18. letu vladavine faraona Džoserja in pripoveduje, kako je bil Džoser vznemirjen in zaskrbljen, ker  Nil že sedem let ni poplavljal, zato sta Egipt že sedem let pestili suša in lakota. Egipčani so bili obupani in so kršili zakone svoje države. Džoser je za pomoč prosil svečenike z visokim svečenikom Imhotepom na čelu. Faraon je želel vedeti, kje je rojen bog Hapi, neposredno povezan z Nilom, in kateri bog odloča o poplavah Nila. 
Imhotep se je odločil, da bo raziskal arhive templja Hut-Ibety (Hiša mrež) v Hermopolisu, posvečenega bogu Totu. Faraona je obvestil, da o poplavah Nila odloča bog Hnum na Elefantini iz svetega izvira na tem otoku. Imhotep je takoj odpotoval na kraj z imenom Jebu. V Hnumovem templju z imenom Radost življenja se je očistil, molil k Hnumu za pomoč in mu ponudil »vse dobre stvari«. Zatem je nenadoma zaspal. V sanjah ga je prišel pozdravit prijazni Hnum, mu povedal kdo in kaj je in mu zatem opisal svoje božanske moči. Na koncu sanj mu je obljubil, da bo Nil spet poplavljal. Imhotep se je zbudil in zapisal vse, kar je sanjal. Nato   se je  vrnil k Džoserju in mu povedal, kaj se mu je zgodilo.
Faraon, zadovoljen z novicami, je izdal odlok, v katerem je ukazal duhovnikom, pismoukom in delavcem, da obnovijo Hnumov tempelj in redno darujejo temu bogu. Poleg tega je izdal tudi odlok, v katerem je Hnumovemu templju na Elefantini  podelil zemljo  med  Asuanom in Talompso z vsemi njenimi bogastvi in del blaga, uvoženega iz Nubije.

## Datiranje napisa
Ko je francoski egiptolog Paul Barguet leta 1953 prevedel in objavil besedilo Stele lakote, je stela vzbudila veliko pozornost zgodovinarjev in egiptologov. Jezik in oblika napisa kažeta, da je stela iz ptolemajskega obdobja, morda iz obdobja Ptolemaja V. Epifana (vladal 205-180 pr. n. št.). Egiptologi, med njimi Miriam Lichtheim in Werner Vycichl, domnevajo, da so besedilo napisali lokalni Hnumovi svečeniki. V ptolemajskem obdobju se je za oblast in vpliv potegovalo več verskih skupin, zato bi Stela lakote lahko bila orodje za legitimiranje oblasti Hnumovih svečenikov v okolici Elefantine.
V času, ko je bila stela prevedena, se je domnevalo, da je zgodba o sedem let lakote povezana s svetopisemsko zgodbo Faraonove sanje, ki tudi govori o sedemletni lakoti. Nedavne raziskave so pokazale, da je mit o sedem let trajajoči lakoti značilen za skoraj vse bližnjevzhodne kulture. O tem govori na primer dobro znan mezopotamski Ep o Gilgamešu v katerem bog Anu napoveduje sedem let lakote. Razen Stele lakote o dolgi lakoti govori tudi egipčanska zgodba v tako imenovani Knjigi templja. V tem delu je opisana sedemletna lakota med vladanjem faraona Neferkasokarja iz pozne Druge dinastije.
Na Steli lakote je eden od samo treh znanih napisov, ki v eni besedi povezujejo  prestolno ime  (kartuša) Djeser  s horovim imenom (serek) Netjerikhet  (božansko telo) faraona Džoserja. Napis je zato  za zgodovinarje in egiptologe uporaben pripomoček za rekonstruiranje vladarske kronologije Starega egipčanskega kraljestva.